# Henriette Reiss

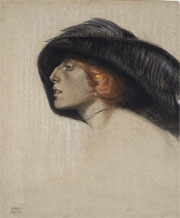
Porträt Henriette Reiss, illustriert von Winold Reiss

Henriette Reiss (* 5. Mai 1889 in Liverpool; † 17. Juli 1992) war eine englisch-US-amerikanische Designerin, Künstlerin und Lehrerin.

## Leben und Ausbildung
Sie wurde am 5. Mai 1889 in Liverpool, England als zweites der drei Kinder von Hans Bernhard Lüthy und seiner Frau Carey geboren. Ihr Vater war ein erfolgreicher Schweizer Getreidehändler und Kunstmäzen.
Im Jahr 1900, als Henriette 11 Jahre alt war, zog die Familie nach Vevey in der Schweiz. Schon im jungen Alter konnte sie fließend Englisch, Französisch und Deutsch sprechen.
Sie studierte zunächst Malerei, Bildhauerei und Design an der Kunstgewerbeschule Basel und später auch an der Kunstgewerbeschule München, sowie der Liverpool School of Fine Arts. An der Kunstgewerbeschule München lernte sie den später erfolgreichen Maler und Gestalter Winold Reiss kennen, den sie 1912 heiratete. Zusammen emigrierten sie 1913 in die USA. 10 Jahre später ließen sie sich scheiden. Henriette Reiss zog alleine nach New York, wo sie ihr eigenes Studio mit mehreren Angestellten eröffnete und sich als Gestalterin einen Namen machte. Später wurde sie amerikanische Staatsbürgerin und verbrachte die meiste Zeit ihres restlichen Lebens in New York.
Dank ihrer Textil- und Teppichentwürfe, Buchumschläge und Anzeigengestaltungen gewann sie an Anerkennung und arbeitete unter anderem für Putnam, Cosmopolitan, Scribner’s, Doubleday und Harcourt. Zudem entwarf sie Anzeigen für die Cutter Northam Warren Corp, das Film Bureau und Prince Matchabelli.

## Lehre und Lehrmethoden
Reiss entwickelte und unterrichtete über vierzig Jahre ihre eigene Lehrmethode: Die Henriette-Reiss-Methode des Rhythmischen Designs, die als eine bedeutende Gestaltungsmethode angesehen wird. Heute besteht der Henriette Reiss Award for Artistic Endeavour, der in den USA vergeben wird.
Sie unterrichtete auch in allgemeinen Kunst- und Gestaltungskurse. Sie unterrichtete unter anderem am Brooklyn College, dem Brooklyn Institute of Technology, dem MoMa, dem Greenwich House, dem Museum of Natural History, der New York evening School of Industrial Arts and Sciences, dem Brooklyn Museum, dem Phoenix Art Institute, sowie dem Fashion Institute of Technology.
Sowohl ihre Werke als auch ihre Lehrmethode waren mit ihrem tiefen Interesse an Musik verbunden. Als Kind hatte sie Gesangsunterricht gehabt, was sie als Gestalterin und Künstlerin sehr prägte. So manifestiert sich ihre Liebe zur Musik in vielen ihrer Werke: Reiss argumentierte, dass alles in unserem täglichen Leben, von Regentropfen, Musik, Poesie bis hin zu Tanz, durch Rhythmus verbunden sei.
1938 ging sie zurück nach Europa, wo sie sich drei Jahre lang in der Schweiz und in Frankreich auf ihre eigene Kunst konzentrierte. Zwischen den 1920ern und den 1960ern stellte Henriette Reiss ihre Werke in vielen Museen, Institutionen und Galerien in den USA, Frankreich und der Schweiz aus. Ihre Bilder unterschrieb sie oft mit dem Namen „Henri“.
1964 zog sie sich von ihrer Lehrtätigkeit beim Fashion Institute of Technology endgültig zurück. Sie starb sie am 17. Juli 1992 mit 103 Jahren.